# 軟件大道駅
軟件大道駅（なんけんだいとうえき）は中華人民共和国江蘇省南京市雨花台区軟件大道と花神大道の交叉点にある、南京地下鉄1号線の駅である。

## 駅周辺
- 雨花台外国語小学
- 華為南京研究所
- 南京軟件谷

## 歴史
- 2010年5月28日 - 開業。

## 隣の駅
南京地下鉄
■1号線
天隆寺駅 - 軟件大道駅 - 花神廟駅